# Torbia elderi
Torbia elderi är en insektsart som först beskrevs av Johann Gottlieb Otto Tepper 1892.  Torbia elderi ingår i släktet Torbia och familjen vårtbitare. Inga underarter finns listade i Catalogue of Life.